# STEM
STEM este acronim pentru Science, Technology, Engineering and Mathematics  (în limba engleză), care, tradus, devine Știință, Tehnologie, Inginerie și Matematică, fiind un termen multi-disciplinar, larg folosit, în țările de limbă engleză, pentru a grupa aceste discipline academice.
Acest termen este folosit de obicei în propuneri pentru politici educaționale sau schimbări de programe școlare, în țările de limbă engleză. Termenul acoperă un cumul de cunoștințe care are implicații pentru dezvoltarea forței de muncă, politica de imigrare (în acele țări) și poate afecta securitatea națională (deoarece lipsa de cetățeni educați în STEM poate reduce eficiența în acest domeniu).
Nu există un acord universal asupra disciplinelor incluse în STEM; de exemplu nu e stabilit clar dacă știința în STEM include sau nu științe sociale, cum ar fi psihologia, sociologia, economia sau științele politice. În Statele Unite, aceste științe sociale sunt de obicei recunoscute ca făcând parte din STEM de organizații precum Fundația Națională pentru Știință. În Regatul Unit al Marii Britanii, științele sociale sunt clasificate separat și, în schimb, sunt grupate împreună cu științe umaniste și arte pentru a forma un alt acronim omolog HASS (Humanities, Arts, and Social Sciences), care a fost redenumit în 2020 ca SHAPE.

## Terminologie
La începutul anilor 1990, acronimul STEM a fost folosit de o varietate de oameni din domeniul educației, printre care și Charles E. Vela, fondatorul și directorul Centrului pentru Avansarea Hispanicilor în Educația pentru Știință și Inginerie (CAHSEE). Mai mult, CAHSEE a început un program de vară pentru studenți talentați dar subreprezentați din zona Washington, DC, numit Institutul STEM. Pe baza succesului programului și a experienței sale în educația STEM, Charles Vela a fost rugat să participe la numeroase comisii ale NSF și ale Congresului American în domeniul științei, matematicii și ingineriei. Unul dintre primele proiecte NSF care a folosit acronimul acesta a fost STEMTEC, un proiect colaborativ din 1998 pentru educația profesorilor de știință, tehnologie, inginerie și matematică de la Universitatea din Massachusetts Amherst. În 2001, acronimul a fost adoptat de Rita Colwell și de alți reprezentanți din cadrul Fundației Naționale pentru Știință (NSF).

### Variante de acronime
- SMET (știință, matematică, inginerie și tehnologie; denumirea anterioară pentru STEM)[11]
- STREAMi (știință, tehnologie, cercetare, inginerie, arte, matematică, inovație)
- STM (științifică, tehnică și matematică;[12] sau Știință, tehnologie și medicină; sau științifică, tehnică și medicală)
- eSTEM (STEM de mediu)[13][14]
- STEMIE (Știință, Tehnologie, Inginerie, Matematică, Invenție și Antreprenoriat); adaugă Invenția și antreprenoriatul ca mijloace de aplicare a STEM pentru soluționarea problemelor din lumea reală și pe piața liberă.[15]
- iSTEM (învigorarea științei, tehnologiei, ingineriei și matematicii); identifică noi modalități de a preda domenii legate de STEM.
- STEMLE (Știință, Tehnologie, Inginerie, Matematică, Drept și Economie); identifică subiecte concentrate pe domenii precum științe sociale aplicate și antropologie, reglementare, cibernetică, învățare automată, sisteme sociale, economie computațională și științe sociale computaționale.
- Studii de curriculum MEd: STEMS²[16] (știință, tehnologie, inginerie, matematică, științe sociale și simțul locului); integrează STEM cu științele sociale și poziționare spațială.
- METALS (STEAM + Logică )[17]
- STREM (știință, tehnologie, robotică, inginerie și matematică); adaugă robotica ca domeniu.
- STREM (știință, tehnologie, robotică, inginerie și multimedia); adaugă robotica ca domeniu și înlocuiește matematica cu media.
- STREAM (știință, tehnologie, robotică, inginerie, arte și matematică); adaugă robotica și artele ca domenii.
- STEEM (știință, tehnologie, inginerie, economie și matematică); adaugă economia ca domeniu.
- STREAM (știință, tehnologie, inginerie, arte și matematică)[18]
- A-STEM (Artă, Știință, Tehnologie, Inginerie și Matematică);[19] mai mult concentrat și bazat pe umanism și arte.
- STEAM (știință, tehnologie, inginerie, agricultură și matematică); adauga Agricultura.
- STEAM (știință, tehnologie, inginerie și matematică aplicată); mai mult accent pe matematica aplicată[20]
- GEMS (Fetele în inginerie, matematică și știință); folosit pentru programe de încurajare a femeilor să pătrundă în aceste domenii.[21][22]
- STEMM (știință, tehnologie, inginerie, matematică și medicină)
- SHTEAM (Știință, Științe Umaniste, Tehnologie, Inginerie, Arte și Matematică)[23]
- AMSEE (matematică aplicată, știință, inginerie și antreprenoriat)
- THAMES (tehnologie, practică, arte, matematică, inginerie, știință)
- THAMES (Tehnologie, Științe Umaniste, Arte, Matematică, Inginerie și Știință; include toate cele trei ramuri ale științei: științe naturale, științe sociale și științe formale)
- MINT (Matematică, Informatică, Științe ale naturii și Tehnologie)

## Distribuția geografică

### Australia
Raportul din 2015 al Autorității australiene pentru Curriculum, evaluare și analiză din 2015, intitulat National STEM School Education Strategy, a afirmat că: „O concentrare națională reînnoită asupra STEM în educația școlară este esențială pentru a se asigura că toți tinerii australieni sunt echipați cu abilitățile și cunoștințele necesare STEM de care au nevoie pentru a reuși.” Obiectivele stabilite erau:
- „Asigurați-vă că toți elevii termină școala cu cunoștințe de bază solide în STEM și abilități aferente”[25]
- „Asigurați-vă că elevii sunt inspirați să studieze discipline STEM mai provocatoare.”[25]

Evenimentele și programele menite să ajute la dezvoltarea STEM în școlile australiene includ  concursuri de vehicule solare, concursuri de matematică,  și Olimpiada de informatică la nivelul Australiei.

### Canada
Canada ocupă locul 12 din 16 țări similare în ceea ce privește procentul de absolvenți care au studiat în programe STEM, cu 21,2%, un număr mai mare decât Statele Unite, dar mai mic decât Franța, Germania și Austria. Țara similară cu cea mai mare proporție de absolvenți STEM, Finlanda, are peste 30% dintre absolvenții de universități care provin din programe de știință, matematică, informatică și inginerie.
SHAD este un program anual canadian de pregătire peste vară pentru elevii de liceu cu rezultate superioare. Programul se concentrează pe învățarea academică, în special în domeniile STEAM.
Cercetașii din Canada au luat măsuri similare cu cei din America pentru a promova domeniile STEM în rândul tinerilor. Programul lor STEM a început în 2015.
În 2011, antreprenorul și filantropul canadian Seymour Schulich a înființat Bursele Schulich Leader, oferind un buget de 100 de milioane de dolari în burse de 60.000 de dolari pentru studenții care își încep studiile universitare într-un program STEM la 20 de instituții din Canada. În fiecare an, 40 de studenți canadieni vor fi selectați pentru a primi premiul, câte doi la fiecare instituție, cu scopul de a atrage tineri talentați în domeniile STEM. Programul oferă, de asemenea, burse STEM pentru cinci universități participante din Israel.

### China
Pentru a promova STEM în China, guvernul chinez a emis un ghid în 2016 cu privire la strategia națională de dezvoltare bazată pe inovare, prin care, până în 2020, China ar trebui să devină o țară inovatoare; până în 2030, ar trebui să fie în fruntea țărilor inovatoare; iar până în 2050, ar trebui să devină o putere de inovare tehnologică.

### Europa
Mai multe proiecte europene au promovat educația și cariera STEM în Europa. De exemplu, Scientix este un program de cooperare europeană pentru profesori STEM, oameni de știință din educație și factori de decizie. Proiectul SciChallenge a folosit un concurs pe social media și conținutul generat de studenți pentru a crește motivația studenților preuniversitari pentru a urma educație și cariere STEM. Proiectul programului Erasmus AutoSTEM a folosit automate pentru a introduce subiectele STEM copiilor foarte mici.

#### Finlanda
În Finlanda, Centrul LUMA este principalul promotor al educației orientate spre STEM. În finlandeză luma este un acronim pentru „luonnontieteellis-matemaattinen” (lit. adj. „științific-matematic”).  

#### Franța
Denumirea STEM în Franța grupează științele ingineriei industriale (sciences industrielles sau sciences de l'ingénieur). Organizația STEM din Franța este asociația UPSTI. 

### Statele Unite
În Statele Unite, acronimul a început să fie folosit în dezbaterile privind educația și imigrația pentru a atenua lipsa de candidați calificați pentru locuri de muncă din domeniile tehnice. De asemenea, abordează îngrijorarea că disciplinele sunt adesea predate izolat, în loc să existe un curriculum integrat. Susținerea unei populații bine versate în domeniile STEM este o parte cheie a agendei de educație publică a Statelor Unite.

#### Politica de imigrare și STEM
Deși multe organizații din Statele Unite urmează liniile directoare ale Fundației Naționale de Știință cu privire la ceea ce constituie un domeniu STEM, Departamentul de Securitate Internă al Statelor Unite (DHS) are propria sa definiție funcțională folosită pentru politica de imigrare. În 2012, DHS sau ICE au anunțat o listă extinsă de programe de diplome STEM care califică absolvenții eligibili cu vize de student pentru o extensie opțională de formare practică (OPT). În cadrul programului OPT, studenții internaționali care absolvă colegii și universități din Statele Unite pot rămâne în țară și pot primi până la douăsprezece luni de formare prin experiență de muncă. Studenții care absolvă un program de diplomă STEM desemnat pot rămâne încă șaptesprezece luni pe o extensie OPT STEM.

#### Educație
Prin cultivarea interesului pentru științele naturale și sociale la preșcolari sau imediat după intrarea în școală, șansele de succes STEM în liceu pot fi mult îmbunătățite. 
STEM sprijină extinderea studiului ingineriei în fiecare dintre celelalte materii și începerea ingineriei la clasele mai mici, chiar și la școala elementară. De asemenea, oferă educație STEM tuturor studenților, mai degrabă decât doar programelor cu dotări. În bugetul său din 2012, președintele Barack Obama a redenumit și a extins „Parteneriatul pentru matematică și știință (MSP)” pentru a acorda granturi statelor pentru îmbunătățirea formării profesorilor în acele discipline.
În cursul din 2015 a testului internațional de evaluare Programul pentru Evaluarea Internațională a Studenților (PISA), studenții americani s-au clasat pe locul 35 la matematică, pe locul 24 la citire și pe locul 25 la științe, din 109 țări. Statele Unite s-au clasat, de asemenea, pe locul 29 la procentul de tineri de 24 de ani cu diplome în științe sau matematică.

#### Diferența rasială în domeniile STEM
În Statele Unite, Fundația Națională pentru Știință a constatat că scorul mediu în știință la Evaluarea Națională a Progresului Educațional din 2011 a fost mai mic pentru studenții de culoare și hispanici decât pentru cei albi, asiatici și din Insulele Pacificului. În 2011, unsprezece la sută din forța de muncă din SUA era de culoare, în timp ce doar șase la sută dintre lucrătorii STEM erau negri. Deși STEM în SUA a fost de obicei dominată de bărbați albi, au existat eforturi considerabile pentru a crea inițiative pentru a face STEM un domeniu mai divers rasial și de gen. Unele dovezi sugerează că toți studenții, inclusiv studenții de culoare și hispanici, au șanse mai mari de a obține o diplomă STEM dacă urmează o facultate sau o universitate la care acreditările lor academice sunt cel puțin la fel de înalte ca cele ale studentului mediu. Cu toate acestea, există critici că accentul pus pe diversitatea STEM a scăzut standardele academice.

#### Decalajele de gen în domeniile STEM
Deși femeile reprezintă 47% din forța de muncă din SUA, ele dețin doar 24% din locurile de muncă STEM. Campaniile de la organizații precum National Inventors Hall of Fame și-au propus să atingă un echilibru de gen 50/50 în programele lor STEM pentru tineret până în 2020.

#### NASA
NASAStem este un program al agenției spațiale americane NASA pentru a crește diversitatea în rândurile sale, inclusiv vârsta, dizabilitățile și sexul, precum și rasa/etnia.

#### Traiectoria absolvenților STEM în meserii STEM și non-STEM
Conform recensământului din 2014 din SUA, „74% dintre cei care au o diplomă de licență în știință, tehnologie, inginerie și matematică – denumiți în mod obișnuit STEM – nu sunt angajați în ocupații STEM”.

## Critică
Accentul pe creșterea participării în domeniile STEM a atras critici. În articolul din 2014 „The Myth of the Science and Engineering Shortage” din The Atlantic, demograful Michael S. Teitelbaum a criticat eforturile guvernului SUA de a crește numărul absolvenților STEM, spunând că, printre studiile pe această temă, „Nimeni a reușit să găsească o dovadă care să indice lipsa actuală pe scară largă pe piața muncii sau dificultăți de angajare în ocupații din știință și inginerie care necesită diplome de licență sau superioare” și că „Majoritatea studiilor arată că salariile reale în multe – dar nu în toate – ocupațiile din știință și inginerie au rămas constante sau au avut o creștere lentă, iar șomajul la fel de mare sau mai mare decât în multe ocupații cu calificare comparabilă.” Teitelbaum a mai scris că obsesia națională cu   creșterea participării în STEM a fost paralelă cu eforturile guvernului SUA de după al Doilea Război Mondial de a crește numărul de oameni de știință și ingineri, eforturi care, a declarat el, au sfârșit în „disponibilizări în masă, înghețarea angajărilor și tăierea finanțărilor”.
Editorul colaborator IEEE Spectrum, Robert N. Charette, a fost în asentiment cu Teitelbaum în articolul din 2013 „The STEM Crisis Is a Myth”, menționând, de asemenea, că a existat o „nepotrivire între obținerea unei diplome STEM și a avea un loc de muncă STEM” în Statele Unite, cu doar aproximativ ¼ dintre absolvenții STEM lucrează în domenii STEM, în timp ce mai puțin de jumătate dintre lucrătorii din domeniile STEM au o diplomă STEM. 
Economistul Ben Casselman, într-un studiu din 2014 privind veniturile postuniversitare din Statele Unite a scris că, pe baza datelor, știința nu ar trebui grupată cu celelalte trei categorii STEM, deoarece, în timp ce celelalte trei au ca rezultat, în general, locuri de muncă bine plătite, „multe științe, în special științele vieții, plătesc sub media generală pentru proaspeții absolvenți de facultate”.